# Río Alao (Río Chambo)
Der Río Alao ist ein 35 km langer rechter Nebenfluss des Río Chambo in der Provinz Chimborazo in Zentral-Ecuador. Im Oberlauf trägt der Fluss auch den Namen Río Yuyigug. 

## Flusslauf
Der Río Alao entspringt 10 km südlich des Vulkans El Altar in der Cordillera Real. Das Quellgebiet liegt auf einer Höhe von etwa 4000 m. Der Río Alao fließt anfangs 15 km in südlicher Richtung durch das Gebirge. Anschließend wendet er sich nach Westen und später in Richtung Westnordwest. Der Río Alao mündet schließlich südlich der Ortschaft Pungalá, knapp 20 km südsüdöstlich der Stadt Riobamba, in den nach Norden strömenden Río Chambo.

## Hydrologie
Der Río Alao entwässert ein 204 km² großes Gebiet an der Westflanke der Cordillera Real. Der mittlere Abfluss des Río Alao etwa 10 km oberhalb der Mündung beträgt 10,7 m³/s.